# Korsholmarna
Korsholmarna är en ö i Finland. Den ligger i Finska viken och i kommunen Lovisa i den ekonomiska regionen  Lovisa i landskapet Nyland, i den södra delen av landet. Ön ligger omkring 82 kilometer öster om Helsingfors.
Öns area är 0,8 hektar och dess största längd är 170 meter i sydöst-nordvästlig riktning.